# David Wineland
David Jeffrey Wineland, född 24 februari 1944 i Milwaukee i Wisconsin, är en amerikansk fysiker. 2012 tilldelades han Nobelpriset i fysik tillsammans med Serge Haroche med motiveringen "för banbrytande experimentella metoder som möjliggör mätning och styrning av enstaka kvantsystem". Deras forskning har lett till bemästrandet av ljuspartiklar i den kvantfysiska världen.
David Wineland arbetar vid National Institute of Standards and Technology (NIST) och University of Colorado i Boulder. Winelands arbete har handlat om joner som han har fångat genom att kyla ned dem med laser. Även hans upptäckter på det optiska området har varit genombrott inom fysiken. Innan Wineland och Haroche gjorde sina upptäckter var man tvungen att dra indirekta slutsatser, medan man nu kan göra direkta kvantfysiska observationer.
Wineland tog sin kandidatexamen vid University of California, Berkeley 1965 och sin doktorsexamen år 1970 då han arbetade under Norman F. Ramsey vid Harvard University. Han arbetade sedan som postdoktoral forskare i Hans G. Dehmelts grupp vid University of Washington, innan han började på National Bureau of Standards 1975 där han startade Ion Storage Group, nu vid NIST, Boulder.
En praktisk användning av upptäckterna som gav Wineland Nobelpriset är en optisk klocka där två joner i samarbete håller tiden hundra gånger noggrannare än dagens standardklocka, det vill säga ett cesiumur. Den ena jonen "håller takten" medan den andra håller reda på tiden och meddelar den vidare utan att förstöra jonernas kvanttillstånd. Detta ses som första steget mot kvantdatorer.
Wineland är medlem av American Physical Society och American Optical Society. Han valdes in i The National Academy of Sciences år 1992.